# Adam Tollefsen
Adam Tollefsen (Heskestad (Lund), 1866 – Oslo, 1943) was een Noors ontdekkingsreiziger die deelnam aan de Belgische Antarctische expeditie van 1897-1899 onder leiding van Adrien de Gerlache.

## Belgische Antarctische expeditie

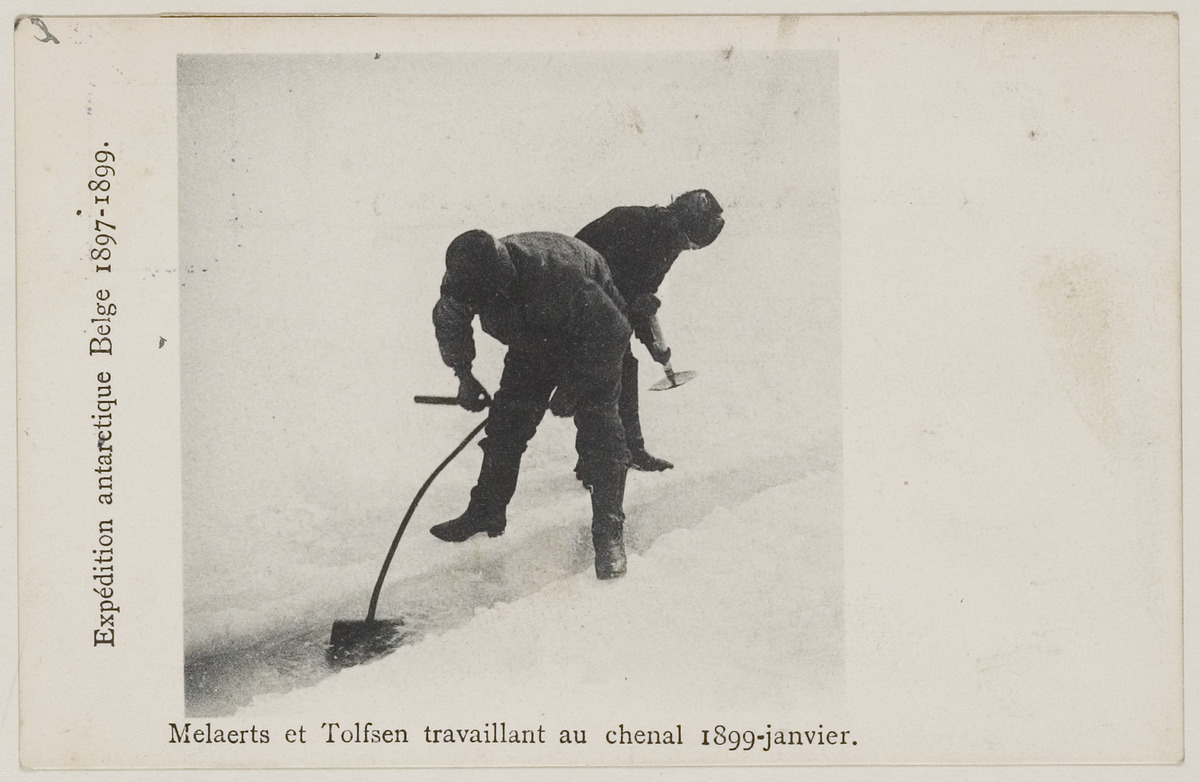
Jules Melaerts en Adam Tollefsen graven een gracht op Antarctica tijdens de Belgische Antarctische Expeditie, januari 1899.

Adam Tollefsen verliet op 16 augustus 1897 de Antwerpse haven als lichtmatroos op de Belgica. Gedurende de expeditie nam Tollefsen verschillende malen deel aan tochten buiten het schip en in juli 1898 hielp hij samen met Jan van Mirlo en Johansen drie andere expeditieleden, Frederick Cook, Georges Lecointe en Roald Amundsen een weg terug te vinden naar het schip in wat “De eerste slee expeditie op het Antarctische ijs” werd genoemd door de bemanning. Vooral zijn talenten als skiër bleven niet onopgemerkt door de andere bemanningsleden. Tollefsen hielp naast zijn werk als matroos ook mee met het wetenschappelijke werk, door onder andere het drogen van dierenhuiden.
Op 28 februari 1898 kwam het schip vast te zitten in het ijs, waar het bijna een jaar zonder beweging zou blijven. Tijdens de poolnacht ondervonden veel expeditieleden gevolgen van het gebrek aan zonlicht. Tollefsen werd in november getroffen door een zware vorm van krankzinnigheid, die nooit meer zou overgaan. De Noor begon zeer schuw te worden en leidde aan achtervolgingswaanzin. Hij verdacht zijn medebemanningsleden dat ze een aanslag op hem beraamden. Meer en meer begon hij zich te verstoppen op het schip en op andere momenten tuurde hij met een verdwaasde blik voor zich uit. Wanneer iemand in zijn buurt kwam begon hij te beven en boog hij zijn hoofd alsof hij wachtte tot hij de genadeklap zou krijgen.
Bij de terugkomst van het schip in Punta Arenas in maart 1899, vluchtte Tollefsen naar het hinterland van de stad en weigerde om terug aan boord te komen. De Noor geloofde dat het schip vervloekt was en wilde zijn spullen niet komen ophalen, zelfs niet zijn dagboek dat later door de andere bemanningsleden werd verbrand.
Tollefsen keerde later op een passagiersschip terug naar Noorwegen, waar hij met zijn vriendin Alette Sofie Kristiansen in 1901 een zoon kreeg en in 1902 trouwde. Het koppel kreeg nog een zoon, maar deze stierf na twee dagen. In 1906 kregen ze ook een dochter, maar zij stierf nog voor haar tweede verjaardag. Tollefsens mentale gezondheid bleef hem zijn hele leven nog parten spelen, zo zou hij geregistreerd blijven in het psychiatrisch ziekenhuis in Lier.